# Kościół św. Bartłomieja Apostoła w Jastrzębi
Kościół św. Bartłomieja Apostoła w Jastrzębi – zabytkowy kościół parafialny znajdujący się w małopolskiej miejscowości Jastrzębia w powiecie tarnowskim.

## Historia kościoła
Wzniesiony został na początku XVI wieku. W drugiej połowie XVI w. znajdował się w posiadaniu braci polskich z Lusławic, do katolików wrócił w 1596 roku. W latach 1606–1609 rozbudowany, a konsekrowany w 1618 roku. W latach 1965–1967 odbył się kolejny gruntowny remont i przebudowa według projektu Zbigniewa Zjawina (przedłużono nawę kościoła, obudowano korpus nawami bocznymi, przebudowano zakrystię). Ponownie został poświęcony 28 maja 1967 przez biskupa tarnowskiego Jerzego Ablewicza. Po remoncie kościoła polichromię ornamentalną i figuralną wykonał Włodzimierz Kunz w latach 1969-1970. Polichromia została odnowiona w latach 2002-2003 przez firmę „Renomal” Wiesława Anysza z Sędziszowa Małopolskiego, zaś wymianę oszalowania w 2008 wykonała firma „BUD–JAN” Jana Gaborka z Jastrzębi.
Kościół składa się z nawy, trójbocznego prezbiterium oraz wieży. Ołtarz główny (z poł. XVIII w.) zawiera w sobie obrazy Chrystusa Miłosiernego (z XVII w.) i Przemienienia Pańskiego (z przełomu XVIII i XIX w.), natomiast ołtarze boczne – Matkę Boską z Dzieciątkiem i św. Józefa. W wyposażeniu kościoła znajduje się ośmioboczna chrzcielnica (XVII w.) i ambona (XVIII w.).

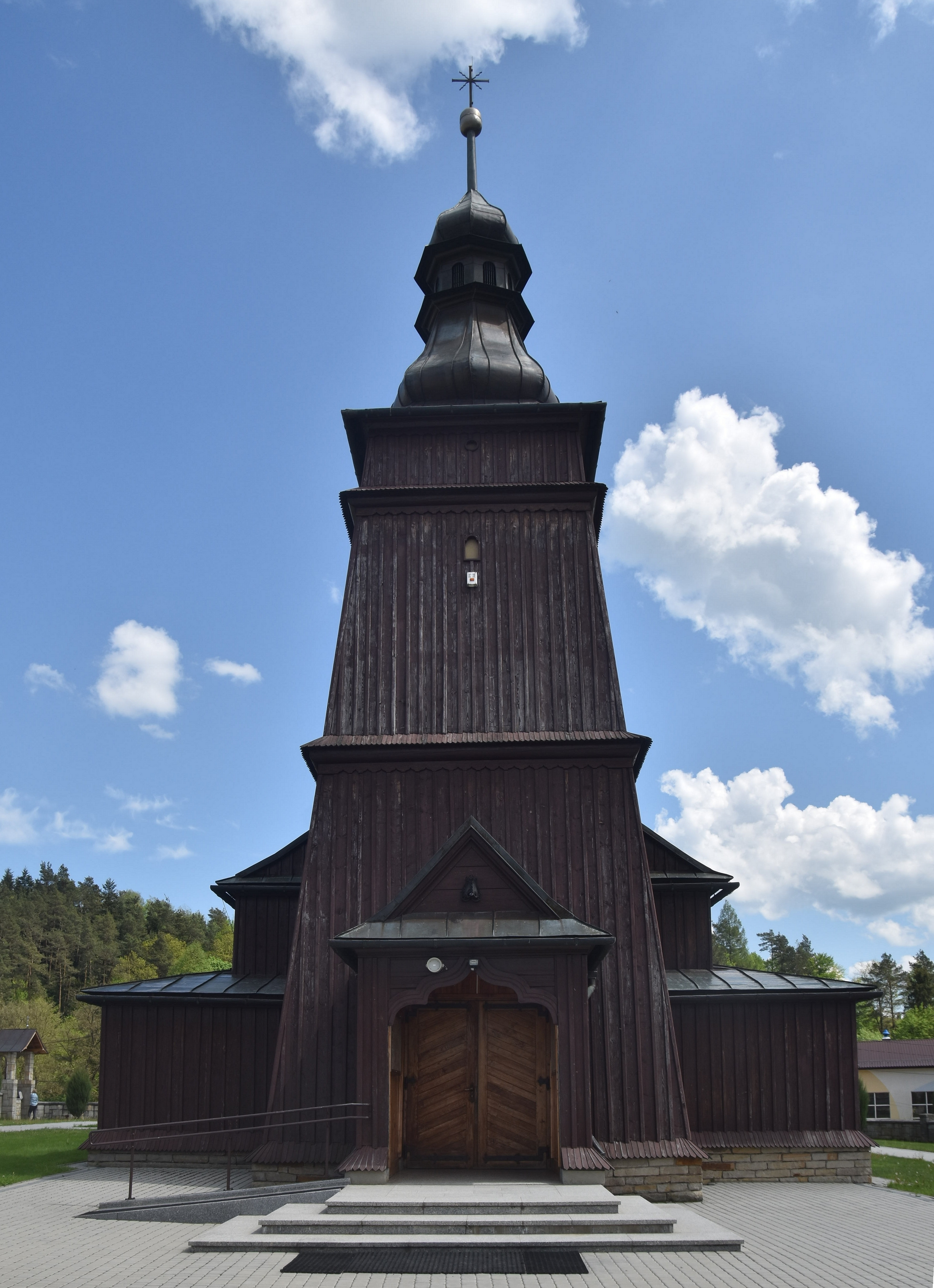
Elewacja frontowa
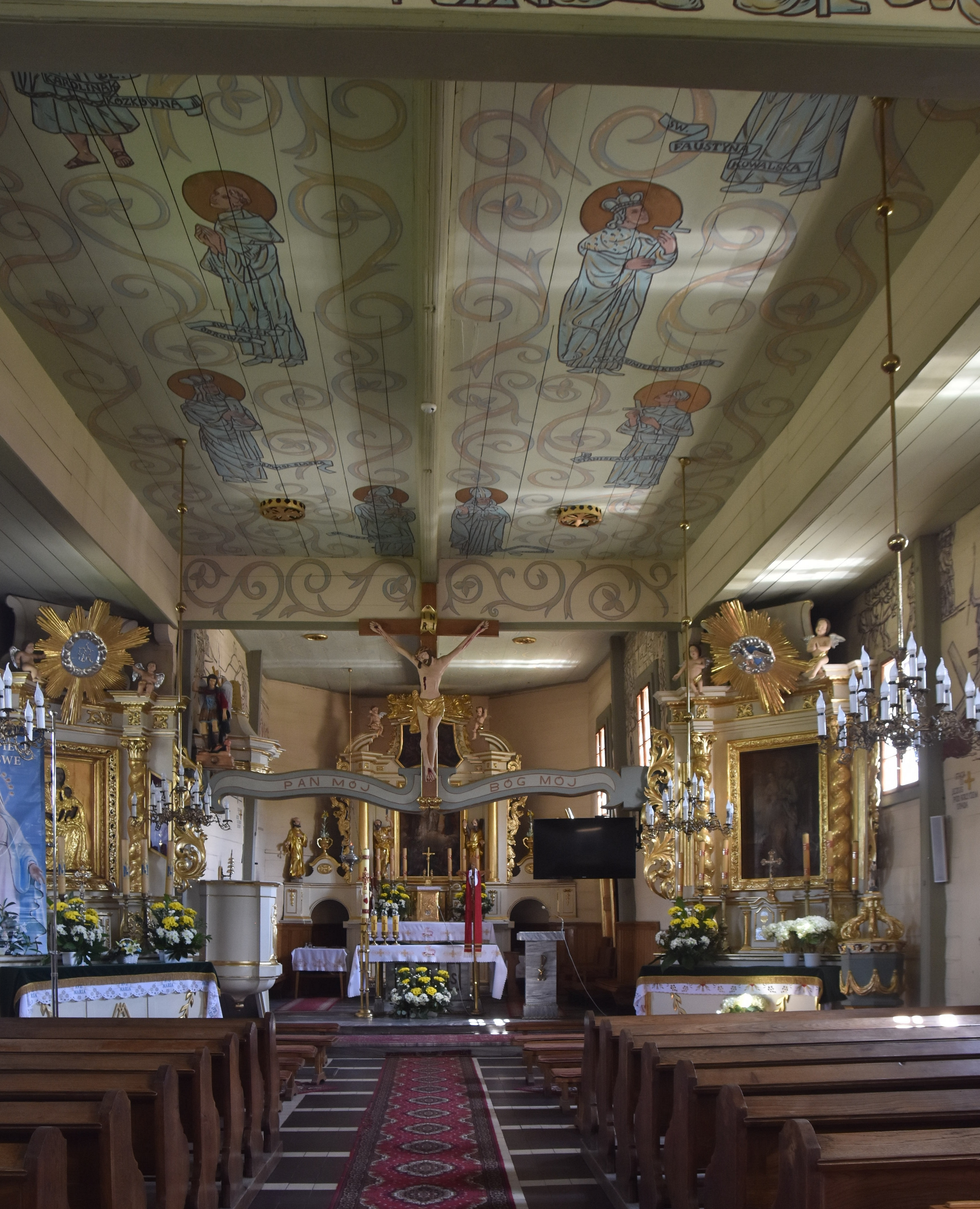
Wnętrze
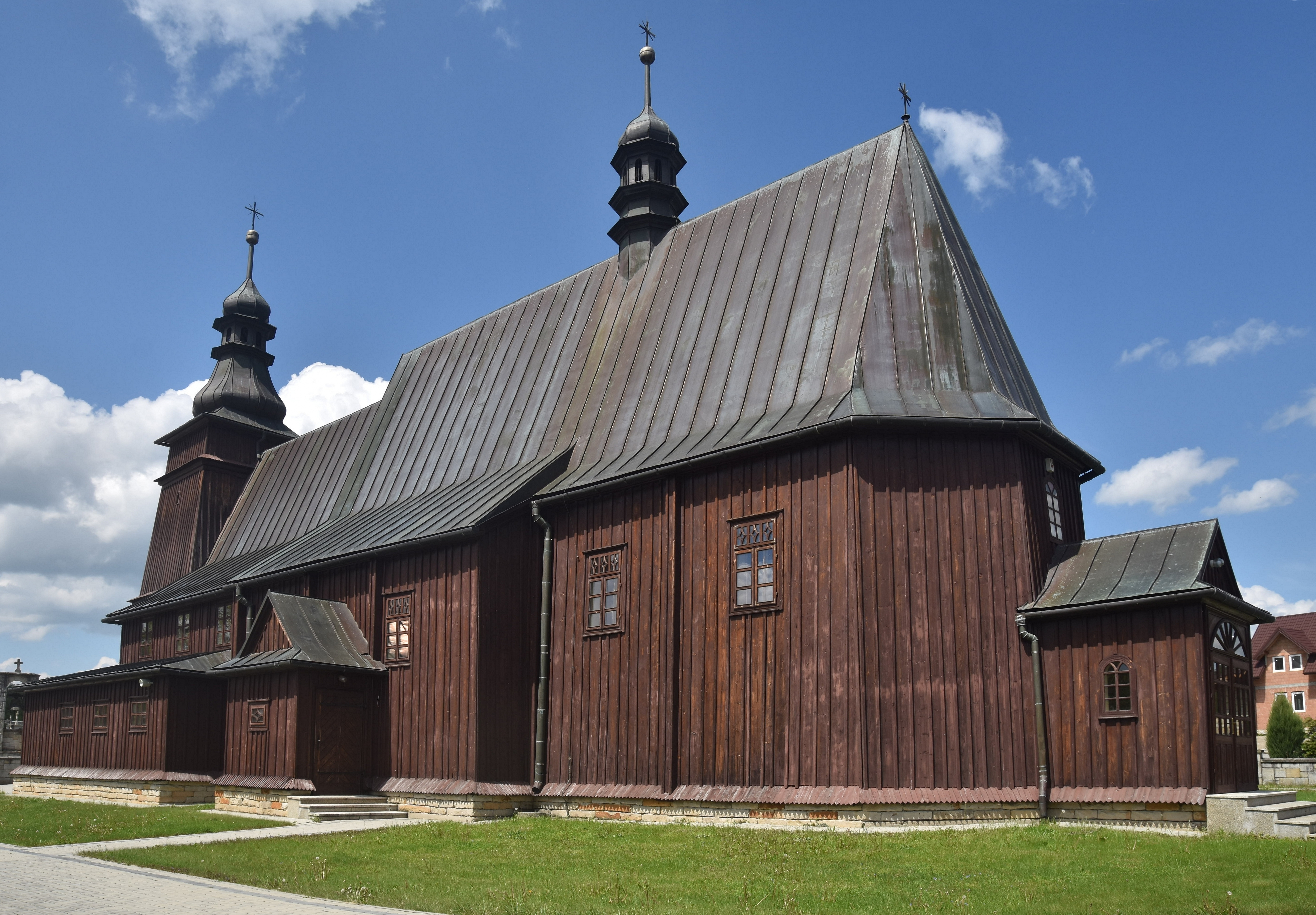
Widok od strony prezbiterium

Kościół został wpisany do rejestru zabytków 14 grudnia 1961. Znajduje się także na Małopolskim Szlaku Architektury Drewnianej.